# Cupido communis
Cupido communis är en fjärilsart som beskrevs av Herrich-Schäffer 1869. Cupido communis ingår i släktet Cupido och familjen juvelvingar. Inga underarter finns listade i Catalogue of Life.